# Portugalsko na Letních olympijských hrách 1984
Portugalsko se účastnilo Letní olympiády 1984 v americkém Los Angeles. Zastupovalo ho 38 sportovců (29 mužů a 9 žen) v 11 sportech.

## Medailisté
| Medaile | Jméno          | Sport    | Soutěž              |
| ------- | -------------- | -------- | ------------------- |
| Zlato   | Carlos Lopes   | Atletika | Muži maraton        |
| Bronz   | António Leitão | Atletika | Muži běh na 5 000 m |
| Bronz   | Rosa Motaová   | Atletika | Ženy maraton        |